# Sérgio Lomba
Sérgio Antônio Lessa Lomba, ou apenas Sérgio Lomba, (Rio de Janeiro, 1º de junho de 1944 – Rio de Janeiro, 12 de julho de 2011) foi um advogado, empresário e político brasileiro, outrora deputado federal pelo Rio de Janeiro.

## Dados biográficos
Filho de Valentim Cebidanez Lomba e Amélia Lessa Lomba. Advogado formado pela Universidade Cândido Mendes em 1977, estreou na política ao eleger-se primeiro suplente de deputado federal pelo PDT em 1982. Assumiu o mandato em março do ano seguinte por injunções políticas do governador Leonel Brizola, que nomeou parlamentares para compor o seu secretariado. Votou a favor da Emenda Dante de Oliveira em 1984 e em Tancredo Neves no Colégio Eleitoral em 1985. No ano seguinte, permaneceu em Brasília mesmo com o retorno dos titulares à Câmara dos Deputados porque a mesa diretora decidiu prorrogar a licença do deputado Jiulio Caruso, em estado de coma devido a um acidente automobilístico sofrido próximo a Uberaba em dezembro de 1984.
Não reeleito em 1986, Sérgio Lomba acabaria efetivado próximo ao final da legislatura devido ao falecimento do deputado J. G. de Araújo Jorge. Continuou a atuar como advogado e assumiu uma diretoria numa empresa que pertencia aos seus filhos. Em 1990 filiou-se ao PSDB e nesta legenda perdeu a eleição para deputado federal quatro anos depois.
Sérgio Lomba faleceu no Hospital Adventista Silvestre, na capital fluminense, em decorrência de um infarto agudo do miocárdio. Deixou esposa (Jurema Gonçalves Lomba, falecida em dezembro de 2020), quatro filhos (Daniele, Deliane, Sérgio Davi e Patrik Davi) e nove netos. Era cristão protestante pertencente á Igreja Batista.  